# Barrier Air
Barrier Air ist eine neuseeländische Fluggesellschaft mit Sitz in Auckland und Basis auf dem Flughafen Auckland.

## Geschichte

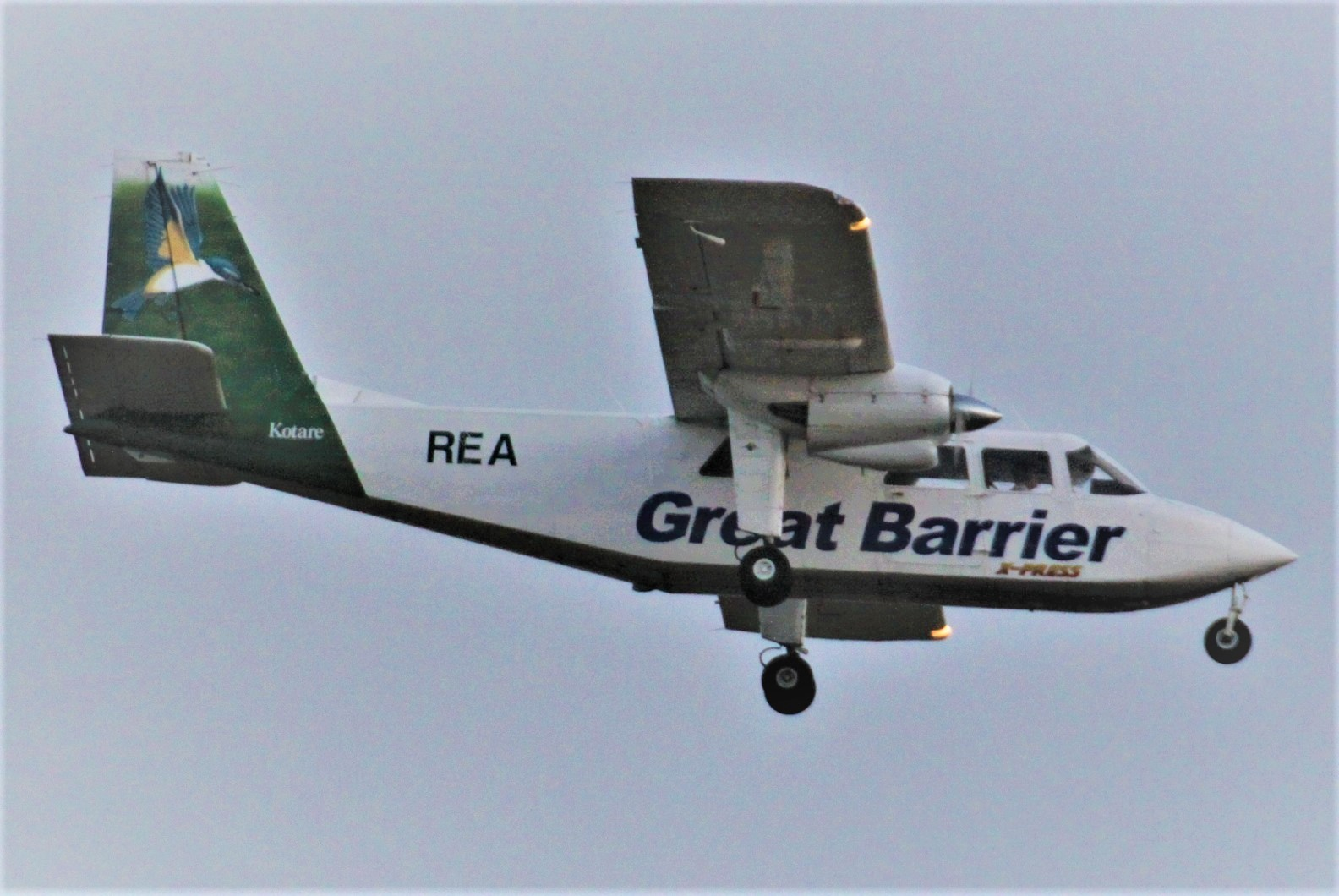
Eine Britten-Norman Islander der Great Barrier Airlines, 2012

Barrier Air wurde 1983 als Great Barrier Airlines gegründet. Da sie nur nationale Flüge durchführt, hat die Luftfahrtbehörde von Neuseeland den Code GBA sowie das Rufzeichen Great Barrier erteilt, diese wurden aber nicht bei der ICAO registriert. Beide Bezeichnungen dürfen deshalb nur innerhalb Neuseelands genutzt werden.

## Flugziele
Barrier Air bedient von Auckland Ziele auf der Nordinsel Neuseelands insbesondere Great Barrier Island.

## Flotte

### Aktuelle Flotte
Mit Stand März 2023 besteht die Flotte der Barrier Air aus fünf Flugzeugen:

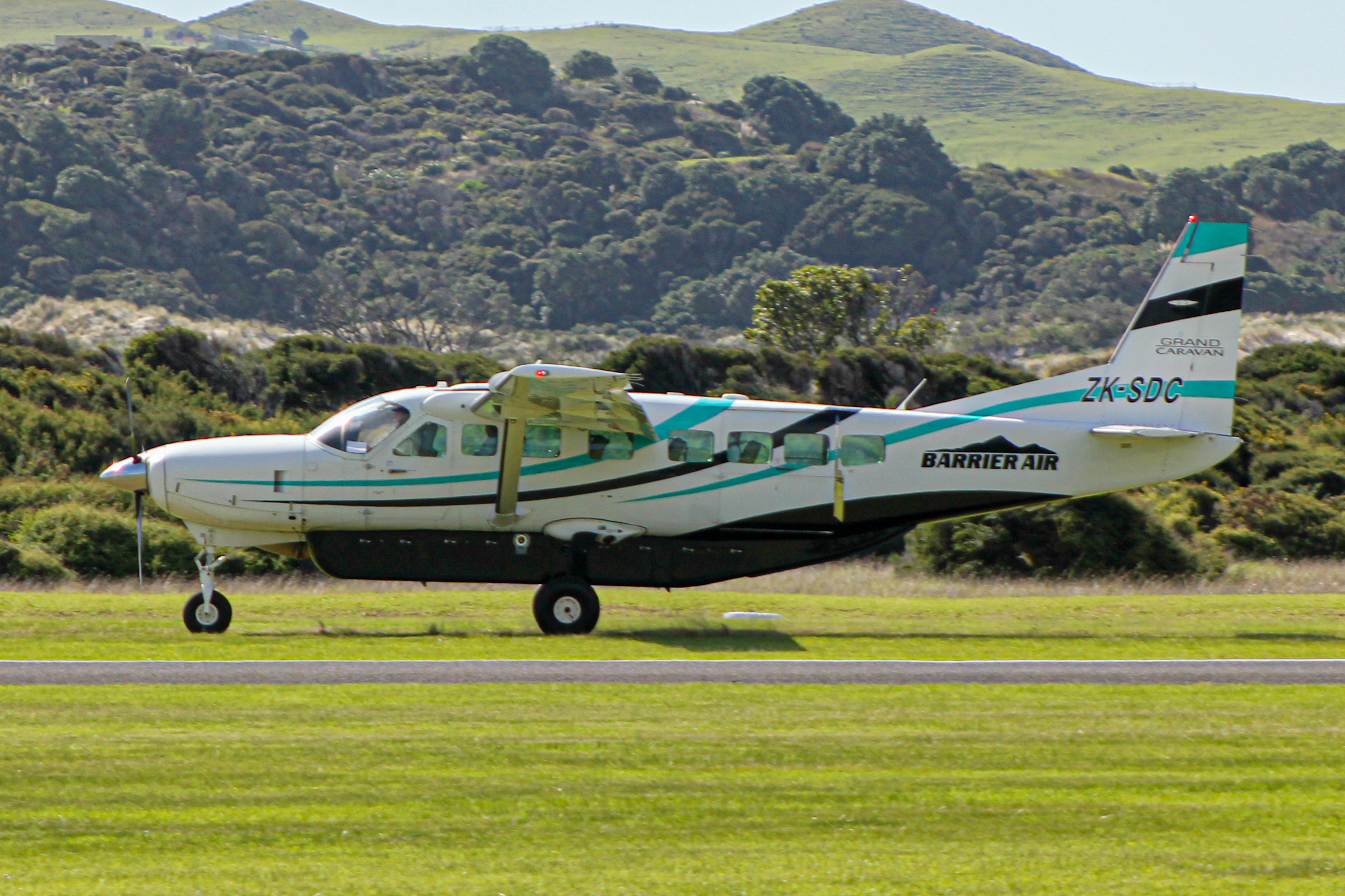
Eine Cessna 208 Caravan der Barrier Air, 2021

| Flugzeugtyp               | Anzahl | bestellt | Anmerkungen | Sitzplätze |
| ------------------------- | ------ | -------- | ----------- | ---------- |
| Cessna 208B Grand Caravan | 5      |          |             | 12         |

### Ehemalige Flugzeugtypen

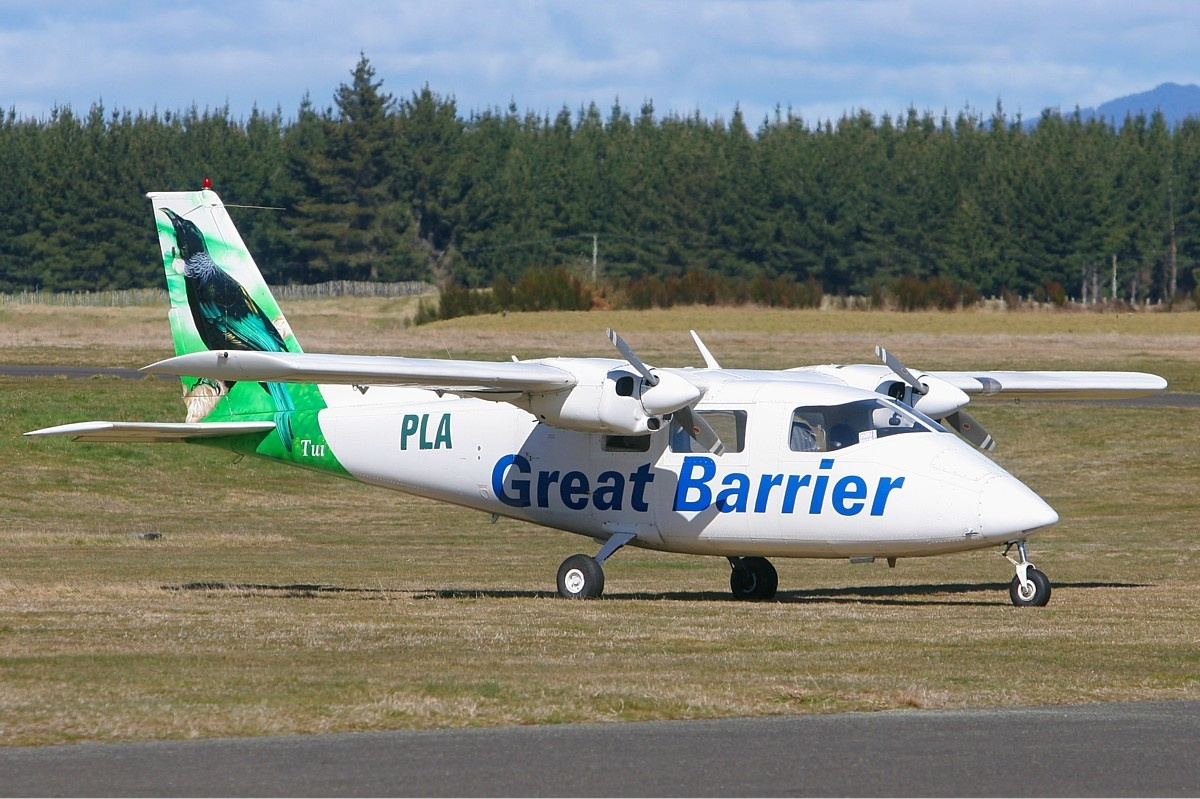
Eine Partenavia P.68B der Great Barrier Airlines, 2006

- Britten-Norman Islander
- Britten-Norman Trislander
- Partenavia P.68